# City of Sheffield
Sheffield – dystrykt metropolitalny (unitary authority) w hrabstwie ceremonialnym South Yorkshire w Anglii.

## Miasta
- Sheffield
- Stocksbridge

## Civil parishes
- Bradfield, Ecclesfield i Stocksbridge[2].